# San Francisco en éxtasis (Bellini)
San Francisco en éxtasis es un cuadro realizado al óleo sobre tabla por el pintor renacentista italiano Giovanni Bellini. Mide 124 cm de alto y 142 cm de ancho. Está datado hacia 1480. Se conserva en la Colección Frick de Nueva York.
La obra está firmada “IOANNES BELLINVS” sobre un cartellino sobre un arbusto que queda abajo a la izquierda.
La tabla representa a San Francisco de Asís mientras se encuentra en éxtasis recibiendo los estigmas.

A la izquierda se encuentra un asno inmóvil que puede interpretarse como símbolo de humildad y paciencia o también la estupidez y la obstinación.

A la derecha, sobre un banco, se encuentra una calavera, símbolo de la muerte.
Es una de las obras que el artista realizó en torno al año 1480, como la Resurrección de Cristo que se conserva en los Museos de Berlín y el San Jerónimo del Palacio Pitti, Florencia. Estas obras se caracterizan por enmarcar una amplia gama de sentimientos humanos en la variedad del campo y el cielo italianos. Cuida el detalle sin caer en lo anecdótico.